# فهرست انتظار
فهرست انتظار یا لیست انتظار (به اسپانیایی: Lista de Espera) فیلمی به کارگردانی خوان کارلوس تابیو کارگردان کوبایی است که در سال ۲۰۰۰ منتشر شد. این فیلم در بخش جایزه برای کارهای نو و نگاهی نو در جشنواره فیلم کن سال ۲۰۰۰ نمایش داده شد.